# Allium altissimum
Allium altissimum es una especie de planta bulbosa del género Allium, perteneciente a la familia de las amarilidáceas, del orden de las Asparagales. Se distribuye por el centro de Asia y nordeste de Irán.

## Descripción
Allium altissimum alcanza un tamaño de 80-170 cm de altura. La inflorescencia se dispone en forma de umbela esférica de gran densidad con muchas flores, tiene pedicelos desiguales. Las flores son de color violeta, rosa, violeta o lila rosado, los segmentos del perianto con un nervio medio más oscuro. Buena para la siembra de grupos, para el jardín de rocas y como flor cortada.

## Taxonomía
Allium altissimum fue descrita por  Eduard August von Regel y publicado en Trudy Imp. S.-Peterburgsk. Bot. Sada 8: 666, en el año 1884.
Etimología
Allium: nombre genérico muy antiguo. Las plantas de este género eran conocidos tanto por los romanos como por los griegos. Sin embargo, parece que el término tiene un origen celta y significa "quemar", en referencia al fuerte olor acre de la planta. Uno de los primeros en utilizar este nombre para fines botánicos fue el naturalista francés Joseph Pitton de Tournefort (1656-1708).
altissimum: epíteto latino que significa "el más alto".